# Ястребарско
Ястребарско (хорв. Jastrebarsko) — город в Загребской жупании Хорватии. Население — 5312 человек (2021).
Ястребарско расположен в 26 километрах к юго-западу от Загреба и в 20 километрах к северо-востоку от Карловаца. Через город проходит железная дорога Загреб Карловац — Риека, по окраине города идёт автомагистраль А1 Загреб — Сплит — Плоче.
Главные достопримечательности города — замок семьи Эрдьоди, монастырь цистерцианцев, приходская церковь св. Николая, старая ратуша, в которой расположен городской музей.
Во время Второй мировой войны в городе существовал одноимённый детский концентрационный лагерь.

## Название
Название города Ястребарско происходит от наименования хищной птицы — ястреба.
Иногда по отношению к Ястребарско применяется топоним Яска (хорв. Jaska). В 1955 году боснийский писатель Алия Наметак на страницах филологического журнала «Jezik» высказал предположение о том, что данное название город получил в XIX веке от венгероязычных кондукторов поездов, появившихся в Королевстве Хорватия и Славония после его соединения железной дорогой с другими частями Австро-Венгерской империи. Эту гипотезу поставил под сомнение хорватский физик Станко Хондл, отметив что данное название встречалось в документах задолго до появления в этих местах железнодорожного полотна.

## История
Местность близ Ястребарско была заселена ещё во времена Римской империи, о чём свидетельствуют найденные в XIX—XX веках археологические памятники той эпохи.
Дата основания Ястребарско неизвестна. Однозначно можно сказать лишь то, что город появился до монгольского нашествия на Европу. Впервые в письменных источниках Ястребарско упоминается в 1249 году, как город с большой торговой площадью, входящий в состав ныне несуществующей Подгорской жупании. В следующий раз Ястребарско был упомянут в документах в 1257 году, в контексте присвоения ему новых прав, пожалованных венгерским королём Белой IV. Отныне Ястребарско стал носить статус «свободного королевского города» (лат. libera regia civitas),  подразумевавший приобретение его жителями таких привилегий как: право самостоятельно назначать судей и священников, право взымать плату с остановившихся в городе банов, право свободно распоряжаться имуществом и право самостоятельного принятия решений о выселении старых или заселении новых жителей. Впоследствии, на протяжении нескольких столетий, этот статус подтверждался всеми последующими правителями этих земель.
В конце XIV века городом владел ремесленник из Буды Франьо Бернард. В 1394 году он продал Ястребарско владельцу нескольких соседних городов Ивану Мутини за 4000 форинтов. После смерти Мутини, его дочь Елена передала доставшиеся ей по наследству города своему мужу князю Мартину IV Франкопану.